# Nokha
Nokha è una suddivisione dell'India, classificata come municipality, di 49.704 abitanti, situata nel distretto di Bikaner, nello stato federato del Rajasthan. In base al numero di abitanti la città rientra nella classe III (da 20.000 a 49.999 persone).

## Geografia fisica
La città è situata a 27° 33' 53 N e 73° 28' 34 E.

## Società

### Evoluzione demografica
Al censimento del 2001 la popolazione di Nokha assommava a 49.704 persone, delle quali 26.117 maschi e 23.587 femmine. I bambini di età inferiore o uguale ai sei anni assommavano a 9.212, dei quali 4.795 maschi e 4.417 femmine. Infine, coloro che erano in grado di saper almeno leggere e scrivere erano 28.956, dei quali 17.735 maschi e 11.221 femmine.